# إذخر ملون
إذخر ملون (الاسم العلمي:Cymbopogon coloratus) هو نوع من النباتات يتبع جنس الإذخر من الفصيلة النجيلية.